# La Tour de Londres (collection littéraire)
Pour les articles homonymes, voir La Tour de Londres.
La Tour de Londres est une collection francophone de littérature policière créée à Bruxelles en 1947 par l'éditeur anglais Nicholson & Watson. Publiée jusqu'en 1951, forte de cinquante-cinq titres écrit par des auteurs britanniques ou américains, cette collection couvre les différentes tendances du roman policier de l'époque (du whodunit au roman noir en passant par le roman d'espionnage, le suspense ou le hardboiled).

## Historique
En 1947, l'éditeur anglais Nicholson & Watson décide de lancer sa propre collection policière en langue française. Il demande à l'imprimeur belge André Gérard (futur éditeur et fondateur des éditions Marabout) de l'aider à créer cette collection qui prend le nom de La Tour de Londres. 
Pour cette collection au format poche, André Gérard met au point une couverture recouverte d'une surface en plastique, invention que l'on retrouve sous la mention "Le Livre plastic" en première de couverture. Cette invention, dont le nom se confond parfois avec le titre même de cette collection policière, donne en réalité son nom à une autre collection de l'éditeur, consacré aux auteurs classiques et aux récits de guerre (avec des écrivains tels que Vicki Baum, Georges Bernanos, Louis Bromfield, Eugène Dabit, Aldous Huxley ou encore Raymond Queneau à son catalogue). 
Les dessins originaux des couvertures sont réalisés par le dessinateur belge Jean-Pierre Jacques de Dixmude. Pour aider le lecteur à se repérer, l'éditeur donne à chaque ouvrage une couleur de fond de couverture différente correspondant au genre auquel il se réfère.
Publiant uniquement des auteurs anglo-saxons et américains, la collection prend fin en 1951, avec un catalogue de cinquante-cinq titres publiés, pour deux titres annoncés et non parus. Après sa disparition, plusieurs auteurs seront repris dans les collections concurrentes de l'époque, comme James Hadley Chase, qui devient l'un des auteurs majeurs de la Série noire, Brett Halliday (L'Aventure criminelle), Frank Kane (Inter-Police et Série noire), Frank Gruber (Détective-club), Craig Rice (Détective-club et Le Masque) ou Dorothy L. Sayers (Le Masque).

## Titres de la collection
| No | Auteur                     | Titre                             | Titre original                      | Année de parution dans la collection |
| -- | -------------------------- | --------------------------------- | ----------------------------------- | ------------------------------------ |
| 01 | Sayers, Dorothy L.         | Lord Peter en Écosse              | The Five Red Herrings               | 1947                                 |
| 02 | Oppenheim, E. Phillips     | Sir Jasper Slane et Scotland Yard | Slane's Long Shots                  | 1947                                 |
| 03 | Bennett, Margot            | La Mort du petit poisson          | Away Went the Little Fish           | 1947                                 |
| 04 | Hume, David                | Mick Cardby joue et gagne         | Death Before Honour                 | 1947                                 |
| 05 | Queen, Ellery              | Le Dragon creux                   | The New Adventures of Ellery Queen  | 1947                                 |
| 06 | Sayers, Dorothy L.         | Le Duc est un assassin            | Clouds of Witness                   | 1948                                 |
| 07 | Styles, Showell (en)       | La Montagne de l'Espion           | Traitor's mountain...               | 1948                                 |
| 08 | Knight, Kathleen Moore     | Sept étrangers                    | Port of Seven Strangers             | 1947                                 |
| 09 | Hume, David                | La Couronne mortuaire             | Heading for a Wreath                | 1947                                 |
| 10 | Stark, Michael             | L'assassin frappe trois fois      | Run for Your Life                   | 1947                                 |
| 11 | Eberhart, Mignon G.        | Ouragan                           | The White Dress                     | 1947                                 |
| 12 | Rice, Craig                | Crime dans la soie                | The Big Midget Murders              | 1948                                 |
| 13 | Chase, James Hadley        | 12 balles dans la peau            | I'll Get You for This               | 1948                                 |
| 14 | Carmel, Kathleen M.        | Service secret                    | S-s-s sh !                          | 1948                                 |
| 15 | Capron, Paul               | Le journaliste est mort           | Dead man's chest                    | 1948                                 |
| 16 | Currier, Jay, L.           | Rendez-vous au Mexique            | Cargo of fear                       | 1948                                 |
| 17 | Bruce, Leo                 | Meurtre sans cadavre              | Case without a Corpse               | 1948                                 |
| 18 | Styles, Showell (en)       | Château maudit                    | Kidnap castle                       | 1948                                 |
| 19 | Sarsfield, Maureen         | L'Assassin vient dîner            | Dinner for none                     | 1948                                 |
| 20 | Gruber, Frank              | 9 millimètres                     | The Navy Colt                       | 1948                                 |
| 21 | Bonnamy, Francis           | La Mort est dans l’escalier       | The King is Dead on Queen Street    | 1948                                 |
| 22 | Disney, Dorothy            | Explosion                         | Explosion                           | 1948                                 |
| 23 | Gruber, Frank              | La fortune vient à 4 heures       | The Talking Clock                   | 1948                                 |
| 24 | Eberhart, Mignon G.        | Évasion dans la nuit              | Escape the Night                    | 1948                                 |
| 25 | Ballard, W. T.             | La mort vient en jouant           | Dealing Out Death                   | 1948                                 |
| 26 | Gruber, Frank              | Renseignements confidentiels      | Beagle Scented Murder               | 1948                                 |
| 27 | Long, Manning              | Pas d’émotions pour madame        | Savage Breast                       | 1949                                 |
| 28 | Rinehart, Mary R.          | La Chambre jaune                  | The Yellow Room                     | 1949                                 |
| 29 | Shallit, Joseph            | Miss Gilham apprend le judo       | The Case of the Billion Dollar Body | 1949                                 |
| 30 | Stagge, Jonathan           | Chasse à courre                   | Murder Gone to Earth                | 1949                                 |
| 31 | Gruber, Frank              | Chester Erb a disparu             | The Laughing Fox                    | 1949                                 |
| 32 | Eberhart, Mignon G.        | N'en dites pas de mal             | Speak No Evil                       | 1949                                 |
| 33 | Halliday, Brett            | Gin et Laudanum                   | Counterfeit Wife                    | 1949                                 |
| 34 | Rutledge, Nancy            | Le chat connaît l’assassin        | Blood on the Cat                    | 1949                                 |
| 35 | Ballard, W. T.             | On n'arrête pas de tuer           | Murder Can’t Stop                   | 1949                                 |
| 36 | Fox, James M.              | Mr MacFarland est de trop         | Death commits bigamy                | 1949                                 |
| 37 | Mullen, Clarence           | Eddie joue au pendu               | Thereby hangs a corpse              | 1949                                 |
| 38 | Fischer, Bruno             | Point trop n'en faut              | The Hornet’s Nest                   | 1949                                 |
| 39 | Gruber, Frank              | Change de disque                  | The Whispering Master               | 1949                                 |
| 40 | Gruber, Frank              | Sam Cragg hérite                  | The Hungry Dog                      | 1949                                 |
| 41 | Eby, Lois & Fleming, J. C. | Les femmes, ça me connaît         | Velvet Fleece                       | 1949                                 |
| 42 | Long, Manning              | Aucun délai                       | Short Shrift                        | 1949                                 |
| 43 | Kane, Frank                | Le Vert sied aux rousses          | Green Light for Death               | 1950                                 |
| 44 | Reilly, Helen              | Quatre avant Gabrielle            | Staircase 4                         | 1950                                 |
| 45 | Halliday, Brett            | Mike connaît la musique           | Blood on Biscayne Bay               | 1950                                 |
| 46 | Liebeler, Jean             | En votre âme et conscience        | You, the jury                       | 1950                                 |
| 47 | Burke, Richard             | Trois étoiles pour un général     | The Fourth Star                     | 1950                                 |
| 48 | Long, Manning              | Noël à l’arsenic                  | Vicious Circle                      | 1950                                 |
| 49 | Page, Marco                | Deux mesures pour rien            | The Shadowy Third                   | 1950                                 |
| 50 | Duncan, Francis (en)       | Pas question de m'avoir           | They'll never find out              | 1950                                 |
| 51 | Brown, Fredric             | Tuer pour passer le temps         | Murder Can Be Fun                   | 1950                                 |
| 52 | O'Farrell, William         | Tu ne tueras point                | Thin Edge of Violence               | 1950                                 |
| 53 | Barry, Joe                 | Pour acquit                       | The Pay Off                         | 1950                                 |
| 54 | Brown, Fredric             | La Belle et la Bête               | The Screaming Mimi                  | 1951                                 |
| 55 | Trimble, Louis             | Cartouche à blanc                 | The Case of the Blank Cartridge     | 1951                                 |
| 56 | Steeman, Stanislas-André   | La Nuit du 12 au 13               | -                                   | Non paru                             |
| 57 | Powell, Richard            | Ma femme est une espionne         | All Over but the Shooting           | Non paru                             |

## Source
- Jacques Bisceglia (dir.), Trésors du roman policier: catalogue encyclopédique, 1985-1986, Paris, Editions de l'Amateur, 1984, 535 p. (ISBN 978-2-859-17038-7).